# Pesadilla (Marvel Comics)
Pesadilla es un supervillano ficticio que apareció en los cómics estadounidenses publicados por Marvel Comics. Apareció por primera vez en Strange Tales # 110 y fue creado por Stan Lee y Steve Ditko. El personaje se representa más comúnmente como uno de los principales enemigos de Doctor Strange, Barón Mordo, Wong, América Chávez, Ghost Rider y más. Pesadilla es el gobernante de una dimensión del sueño y es uno de los Señores del Miedo. También es parte del grupo llamado La Mano de Seis Dedos. También tiene la capacidad de extraer poder de las energías psíquicas de las mentes subconscientes de los seres soñadores.

## Historial de publicación
Pesadilla apareció por primera vez en Strange Tales # 110 (la primera aparición de su enemigo, el Dr. Strange) y fue creado por Stan Lee y Steve Ditko.

## Biografía del personaje ficticio
Él es el malvado gobernante de una "dimensión de ensueño", donde los humanos atormentados son llevados durante el sueño. Él vaga por este reino en su demoníaco caballo negro con cuernos llamado Cazasueños. Él aparece como un hombre blanco tiza con el pelo revuelto verde, un traje verde y una capa harapienta. Fue el primer enemigo conocido por Extraño, cuando un hombre que estaba teniendo sueños turbulentos se dirigió a Extraño para obtener ayuda, a pesar de que se reveló que esto se debe a que cometió un asesinato. Más tarde Pesadilla encarcela a varios humanos en su dimensión, pero Extraño los libera. Cuando el Doctor Extraño se olvidó de recitar un conjuro antes de dormir, Pesadilla comenzó a atormentarlo, antes de que Extraño fuese liberado después de hacer que Pesadilla invocara una ilusión de un enemigo suyo.
Pesadilla es un demonio de la dimensión Everinnye, al igual que su "primo", el Habitante en la Oscuridad. Pesadilla depende de la necesidad de la raza humana de soñar. Sin esta capacidad, Pesadilla dejaría de existir, pero la humanidad se volvería loca. En un momento Extraño y Pesadilla tuvieron que unir sus fuerzas para evitar que eso suceda.  Pesadilla ha entrado en conflicto con Spider-Man, el Capitán América, Motorista Fantasma, Dazzler, Lobezno, y Hulk en diferentes ocasiones. Pesadilla también sirvió a las órdenes de Shuma-Gorath y le advirtió a Extraño que el demonio sería una fuerza que incluso al Hechicero Supremo le costaría vencer, y que una vez se unió a los Señores del Miedo, un grupo de criaturas sobrenaturales que se alimentaban del miedo, para atacar al Dr. Extraño juntos. Sus planes se deshicieron cuando D'Spayre le engaña para competir con el Habitante en la Oscuridad sobre quien podría asustar más a la humanidad.
Pesadilla es el padre de la Reina de los Sueños, un ser parecido que gobierna su propia "dimensión de sueño". Ella fue concebida cuando Pesadilla violó a una súcubo llamada Zhilla Char.
El reino de Pesadilla no es parte de los Mindscape, sino que los Sonámbulos son conscientes de él y lo consideran un enemigo. Debido a que los Sonámbulos no tienen que dormir, Pesadilla nunca ha sido capaz de afectarlos o dominarlos. Trató de hacer esto a través del héroe Sonámbulo, que había sido conectado al cerebro del humano Rick Sheridan. Pesadilla envió a Sonámbulo de vuelta a su propio reino, con un monitor para asegurarse que el héroe Rick no estaba siendo atormentado. Rick estaba siendo atormentado, con el propósito de volver loco a Sonámbulo y dando acceso a Pesadilla a las mentes de la gente de Sonámbulo. El héroe no se dejó engañar y sacrificó su regreso a casa con el fin de detener a Pesadilla.
Más tarde, Pesadilla ha podido acceder a las mentes humanas mediante el concepto del "sueño americano". Muchas personas que eran profundamente patrióticas o habían alcanzado un grado de éxito mediante el trabajo duro iban en alborotos violentos. Pesadilla pronto fue detenido por las fuerzas combinadas del Capitán América, Sharon Carter, y S.H.I.E.L.D..
En la historia Tempest Fugit de The Incredible Hulk se revela que Pesadilla ha estado plagando a Hulk durante años con alucinaciones, instrucciones erróneas, y manipulaciones de la realidad, al facultarse a sí mismo de los efectos de los ataques terroristas del 9/11. Su segunda hija más benévola Sueño Diurno también es presentada en esta historia. Pesadilla aquí afirmó que esta hija fue concebida por entrar por la fuerza en la mente de la difunta esposa de Hulk, Betty Ross Banner, violándola en su sueño, y es asesinado temporalmente por Hulk en represalia.
Cuando Hércules y el Escuadrón Divino tiene que abrirse camino al reino de los dioses Skrull durante la Invasión Secreta, requieren un mapa del Tiempo del Sueño, y hacer un trueque con Pesadilla por él. Pesadilla está de acuerdo, a cambio de acceso a los temores de los cinco dioses; sin embargo, él en realidad pretende utilizar estos temores divinos para conquistar el mundo. Hércules y los otros escapan de su reino, habiendo robado el mapa mediante engaños como Mikaboshi había creado un duplicado de sombra de sí mismo para engañar a Pesadilla. Pesadilla convoca un ejército de monstruos para atacarlos, pero ellos escapan.
Pesadilla después intenta vengarse de Hércules manipulando al supervillano Arcade para atrapar a Hércules y Masacre en un laberinto que construyeron. El truco no funciona, y Pesadilla se retira.
Más tarde planea conquistar la totalidad de la ficción, añadiéndola a su reino de pesadillas, pero fue derrotado por Los 4 Fantásticos.
En Avengers: The Initiative Especial, se reveló que Pesadilla es el padre de Trauma, lo que explica los poderes de miedo de Trauma.  Más tarde, se manifiesta en la Tierra y demuestra que es un problema para la Resistencia de los Vengadores y la Iniciativa.
Durante la historia Chaos War, Amatsu-Mikaboshi (ahora adoptando el título de Rey del Caos) ha reunido un ejército de dioses esclavos alienígenas y está tratando de destruir absolutamente todo y convertirse en el único ser en el universo una vez más. Él viaja al reino de Pesadilla mientras tratan de atormentar a Hércules con visiones de Amatusu-Mikaboshi y derrota rápidamente al demonio. Pesadilla intenta unirse a las fuerzas de Amatsu-Mikaboshi pero la antigua fuerza de la naturaleza no es engañada por su mendicidad y destruye el corazón, al parecer matando a Pesadilla. Su aparente muerte es sentida por aquellos que tienen poderes psíquicos y más tarde se revela que los que duermen entran en un estado de furia loca. Amatsu-Mikaboshi roba los poderes y secuaces de Pesadilla.
Cuando el Dios del Miedo Asgardiano fue liberado de su prisión y lanzó la Guerra de la Serpiente, Mephisto va a The Infinite Embassy para saber qué planean hacer los otros dioses con respecto a la Serpiente. Visita varios dioses y lugares, y su última parada es la cámara de Pesadilla. Todavía no está claro cómo Pesadilla sobrevivió al Rey del Caos, Pesadilla le explica a Mephisto que la Serpiente lo está matando de hambre al tomar todo el miedo. Pesadilla quiere luchar contra la Serpiente, pero Mephisto lo convence de que no lo haga, citando que perderá todo el respeto de los otros dioses malvados. Luego, cuando Pesadilla habla de unirse a la Serpiente, Mephisto argumenta en contra, alegando que la Serpiente lo seguirá matando de hambre y él morirá. Pesadilla, sin saber qué hacer, escucha a Mephisto cuando le aconseja que haga lo que hacen los demás: mantenerse neutral y esperar a que suceda algo más.
Pesadilla más tarde fue visto atormentado a Loki como parte de un plan para reunir un mayor poder en la historia The Terrorism Myth. Sin embargo, no pudo usar las propias pesadillas de Loki en su contra y Loki lo retó a un duelo a muerte, donde el perdedor renunciaría a su inmortalidad, a lo que Pesadilla aceptó. Loki venció a Pesadilla y lo mató.
Con la reciente desaparición de Doctor Strange, varias amenazas místicas pudieron moverse libremente en posición para tratar de condenar al mundo del hombre, incluido Pesadilla, quien rápidamente se encuentra en Nueva York, donde se enfrenta a Cyclops, Jean Grey y X-23 durante su dormir. Sin embargo, Jean logró liberarse de las pesadillas y confrontar a Pesadilla en igualdad de condiciones puede llamar a Pesadilla por sus intentos de alimentarse de las mentes de los demás.

## Poderes y habilidades
Pesadilla es una entidad casi omnipotente, casi omnisciente y casi omnipresente que gobierna la Dimensión del Sueño. También tiene la capacidad de extraer el poder de las energías psíquicas de las mentes subconscientes de los seres de ensueño.

## Otras versiones

### Ultimate Marvel
En Ultimate Spider-Man, Pesadilla apareció como un demonio que entró en la mente del Doctor Extraño y la plagó con pesadillas. Cuando Spider-Man entró en el edificio, Pesadilla se trasladó a la mente de Spider-Man y lo atormentó con pesadillas. Doctor Extraño finalmente entró en la mente de Spider-Man a través de un hechizo y venció al demonio Pesadilla. Pesadilla puede cambiar de forma en diferentes formas basadas en los recuerdos de la víctima. Su aspecto principal era el de un cadáver gris medio podrido.
Durante los sucesos de Ultimatum, Pesadilla escapó del Sanctonum del Dr. Extraño después de que la ola Ultimatum rompió el sello del edificio. Pesadilla entonces poseyó el cuerpo del Dr. Extraño antes de enfrentarse a Spider-Man y a Hulk. Pesadilla atacó a ambos, azotando a Hulk con pesadillas de cientos de víctimas mortales de Hulk, y a Peter con los diversos villanos (en su mayoría los Seis, R.H.I.N.O., y Veneno) que combatió en el pasado, así como un degradado Tío Ben. Sin embargo, al solidificarse en un joven ser púrpura que mira, Hulk lo atacó en respuesta a las pesadillas, causando que Pesadilla saltase al Orbe de Acmantata del Dr. Extraño. Hulk atacó el orbe resultando en una gran explosión, presumiblemente destruyendo a Pesadilla.

## En otros medios

### Televisión
- Pesadilla aparece en The Super Hero Squad Show episodio "La furia ciega no conoce el color" con la voz de Jim Parsons.[15] Iron Man, Thor y Wolverine entrar en el reino de los sueños para encontrar ayuda para dejar de la trama de Thanos de usar la Gema Mente Infinita para controlar a Hulk durante el sueño, de encontrarse a Pesadilla. Los héroes terminan ofreciendo la membresía de Pesadilla al Club del Queso del Mes a cambio de su ayuda. Cuando Thanos se durmió, Pesadilla usó sus habilidades para hacer que Thanos terminara en un juego de mesa "Sugar World" (que es una parodia de Candy Land ), haciendo que Thanos se rinda.

- Pesadilla aparece en la serie de Ultimate Spider-Man, con la voz de Mark Hamill:[16]
  - En la primera temporada, episodio 12 "No hables con extraños", se ha escapado de la Dimensión del Sueño y pone a toda Nueva York en un hechizo de sueño; Las habilidades de "Caminata de Sueño" de Puño de Hierro de salvar a Peter Parker del hechizo de sueño. En el Sanctum Sanctorum, Spider-Man y Puño de Hierro descubren desde el Doctor Strange que Nightmare es responsable después de encontrar un camino a la Tierra, yendo a la Dimensión de Sueño para combatir a Pesadilla. La Pesadilla hecha sueños malos como hace que White Tiger experimente de fallar una prueba, Power Man intenta sostener un edificio que está a punto de caer a sus amigos atados y Nova esta rodeado de conejos al darle miedo. Pesadilla llega antes de Spider-Man, Puño de Hierro y Doctor Strange donde ataca a Pesadilla cuando el Doctor Strange usa las Cadenas Carmesí de Cytorrak para atar los caballos de la Pesadilla y este desencadena sus Dreamons (abreviatura de Dream Demons) sobre los tres héroes como Pesadilla se alimenta de los sueños de millones. Como el hechizo de sueño de Nightmare finalmente afecta a Puño de Hierro con Shou-Lao y se vuelve más fuerte sobre Doctor Strange, Pesadilla usa sus poderes en Spider-Man involucrando al Tío Ben. Esto no parece funcionar para Pesadilla como Spider-Man utiliza las habilidades de la dimensión del sueño que permite a los poderes de Doctor Strange en volver. Spider-Man entonces logra despertar a todos del hechizo de sueño, incluyendo a Puño de Hierro. Spider-Man, Puño de Hierro y Doctor Strange derrotan a Nightmare, atrapándolo en una caja. Cuando Spider-Man pregunta si esto es lo último que han visto de Pesadilla, el Doctor Strange dice que Pesadilla estará de vuelta siempre y cuando haya pesadillas.
  - Regresa en la tercera temporada, episodio 17 (Navidad), "Pesadilla en las Fiestas",  Pesadilla se presenta como el mal consciente de Spider-Man (expresado por Drake Bell) donde manipula los sueños de Peter para ayudar a Spider-Man. Pesadilla piensa que le está haciendo un favor a Spider-Man mostrando cómo habría sido la vida si Peter no fuera Spider-Man. Pero después de que Spider-Man derrota al Rey Duende, Pesadilla ataca alimentándose de los temores, inseguridades y pesadillas de Spider-Man. Spider-Man convierte en la marea contra Pesadilla y lo derrota. Antes de que Spider-Man y Pesadilla puedan caer el suelo después de que el puente se derrumba, Spider-Man es despertado por Nova.

### Película
- Pesadilla aparece como el principal antagonista en la película animada de 2016 Hulk: Where Monsters Dwell, con la voz de Matthew Waterson.
- El director de Doctor Strange, Scott Derrickson, le reveló a IGN que quiere usar a Pesadilla y el Reino de Pesadilla en la secuela, Doctor Strange en el multiverso de la locura.[17]

### Videojuegos
- Jim Parsons repite su papel como Pesadilla en Marvel Super Hero Squad: The Infinity Gauntlet. Termina luchando contra Hulk y Hulka por la posesión de la Gema Infinita de la Mente.
- Pesadilla aparece en Lego Marvel Super Heroes con la voz de Greg Cipes.[18] En una misión extra en el circo en Central Park, Pesadilla lleva al anillo central para causar estragos en la audiencia del circo. Black Widow, Hawkeye y Iceman reciben ayuda del Ghost Rider para luchar contra Pesadilla y un ejército de esqueletos. Los héroes lograron salvar el circo al derrotar a Pesadilla.

- Pesadilla aparece en Lego Marvel Super Heroes 2.[19] Aparece en el DLC "Cloak y Dagger".

### Novelas impresas
Pesadilla es el villano titular en la novela: Doctor Extraño, Maestro de las artes místicas: Pesadilla, de William Rotsler. El señor de los sueños está detrás de una compleja trama para llevar a los ciudadanos de la Tierra gritando en su reino. Pocket Books 1979 Editados por Len Wein y Marv Wolfman. Cubierta pintada por Bob Larkin.